# بلدة ويلند (ميشيغان)
وَيلَند (بالإنجليزية: Wayland Township, Michigan)‏ هي بلدة تقع بولاية ميشيغان في الولايات المتحدة. تبلغ مساحتها 86.6 (كم²)، وترتفع عن سطح البحر 233 م، بلغ عدد سكانها 3088 نسمة في عام تعداد الولايات المتحدة 2010 حسب إحصاء مكتب تعداد الولايات المتحدة وتصل الكثافة السكانية فيها 36.6 نسمة/كم2.

## وصلات خارجية
- www.waytwp.org
- The US50 - Cities and Towns in Michigan State
- Michigan Cities and Towns, Facts, Map, Flag, Colleges, Government, and More